# منتخب سلوفاكيا لكرة الأرض للرجال
منتخب سلوفاكيا الوطني لكرة الأرض للرجال (بالسلوفاكية: Slovenské národné florbalové družstvo mužov)‏ هو ممثل سلوفاكيا الرسمي في المنافسات الدولية في كرة الأرض .